# Clovia humboldtiana
Clovia humboldtiana är en insektsart som beskrevs av William Lucas Distant 1909. Clovia humboldtiana ingår i släktet Clovia och familjen spottstritar. Inga underarter finns listade i Catalogue of Life.